# Atlanta Dream 2012
La stagione 2012 delle Atlanta Dream fu la 5ª nella WNBA per la franchigia.
Le Atlanta Dream arrivarono terze nella Eastern Conference con un record di 19-15. Nei play-off persero la semifinale di conference con le Indiana Fever (2-1).

## Roster
| N° | Naz.                   | Ruolo | Sportivo            | Anno | Alt. | Peso |
| -- | ---------------------- | ----- | ------------------- | ---- | ---- | ---- |
| 3  | Stati Uniti (bandiera) | C     | Courtney Paris      | 1987 | 193  | 113  |
| 8  | Stati Uniti (bandiera) | GA    | Ketia Swanier       | 1986 | 170  | 68   |
| 10 | Stati Uniti (bandiera) | G     | Lindsey Harding     | 1984 | 173  | 63   |
| 11 | Bielorussia (bandiera) | C     | Alena Leŭčanka      | 1983 | 196  | 88   |
| 12 | Stati Uniti (bandiera) | G     | Laurie Koehn        | 1982 | 173  | 66   |
| 13 | Giamaica (bandiera)    | A     | Aneika Henry        | 1986 | 191  | 93   |
| 14 | Brasile (bandiera)     | AC    | Érika               | 1982 | 196  | 86   |
| 15 | Stati Uniti (bandiera) | G     | Tiffany Hayes       | 1989 | 178  | 70   |
| 20 | Spagna (bandiera)      | A     | Sancho Lyttle       | 1983 | 193  | 65   |
| 22 | Stati Uniti (bandiera) | GA    | Armintie Price      | 1985 | 175  | 60   |
| 30 | Stati Uniti (bandiera) | AC    | Jessica Moore       | 1982 | 191  | 79   |
| 33 | Stati Uniti (bandiera) | A     | Cathrine Kraayeveld | 1981 | 191  | 83   |
| 35 | Stati Uniti (bandiera) | A     | Angel McCoughtry    | 1986 | 185  | 73   |

## Staff tecnico
- Allenatore: Marynell Meadors
- Vice-allenatori: Fred Williams, Joe Ciampi
- Preparatore atletico: Kim Moseley
- Preparatore fisico: Dustin Wolf